# 사이먼 오클랜드
사이먼 오클랜드(Simon Oakland, 1915년 8월 28일 ~ 1983년 8월 29일)는 미국의 배우이다.

## 출연 작품
- 나이트 스트랭글러 (1973년)
- 북극의 제왕 (1973년)
- 나이트 스토커 (1972년)
- 헌팅 파티 (1971년)
- 온 어 클리어 데이 유 캔 씨 포에버 (1970년)
- 추바스코 (1968년)
- 블리트 (1968년)
- 토니 로마 (1967년)
- 산 파블로 (1966년)
- 폴로우 댓 드림 (1962년)
- 청춘의 모험 (1962년)
- 전투 (1962년)
- 웨스트 사이드 스토리 (1961년) - 슈랭크 역
- 후 워스 댓 레이디 (1960년)
- 싸이코 (1960년)
- 추격 (1959년)
- 나는 살고 싶다 (1958년)
- 카라마조프의 형제 (1958년)

### 텔레비전
- 보난자 (1959년)
- 기동순찰대 (1977년)
- 형사 Q (1976년)
- 닥터 게논 (1969년)
- 하와이 파이브-O (1968년)
- 제8 전투 비행대 (1976년)
- 아이언사이드 (1967년)
- 페리 메이슨 (1957년)
- 딜론 보안관 (1955년)